# 若ノ海正照 (1959年生)
若ノ海 正照（わかのうみ まさてる、1959年6月4日 - ）は、秋田県山本郡山本町出身で、花籠部屋、放駒部屋に所属した元力士。本名は高橋 道雄（たかはし みちお）。身長179cm、体重115kg。最高位は東十両4枚目。得意技は右四つ、寄り、吊り。

## 人物
山本町立森岳中学校（現：三種町立山本中学校）時代は相撲部と陸上部で活躍した。陸上では100m走の記録を更新し、相撲では全国中学校相撲選手権大会（1974年）の個人戦で優勝した。卒業後は高校進学を控えていたが、その活躍を知った同郷の大先輩である11代花籠（前頭3・大ノ海久光）から熱心な勧誘を受け、中学校卒業と共に花籠部屋に入門した。なお、中学横綱としては初めて高校に進学せずに入門した。当時としては「大相撲は高卒より中卒の方が有利」という定説があったため、入門は自然な流れだった。
1975年3月場所で初土俵。同期には大関・若嶋津六夫、同・霧島一博（当時は君ヶ濱部屋）、関脇・太寿山忠明（二子山部屋）がいた。序二段優勝2回などを経て、初土俵から約3年で幕下に昇進した。しかし、小さな体格だったこともあってなかなか幕下に定着できなかった。さらに、負傷も多かったために休場が多く、特に1984年11月に右大胸筋皮下断裂の大怪我を負った時には廃業も決意した程であったが、腐ることなく粘り強く克服していき 、1986年3月場所で十両に昇進。関取となった時に部屋の先輩であり、部屋付き年寄だった13代大嶽の現役時代の四股名である若ノ海 正照を襲名する形で改名した。
1985年暮れの花籠騒動の影響で放駒部屋へ移籍した。十両でも安定した成績を残していたが、1986年11月場所は右アキレス腱断裂の負傷で全休して幕下に陥落。以後は幕下上位で粘り強く相撲を取り続けたが、1989年9月場所を最後に現役を引退して角界を離れた。

## 主な成績
- 通算成績：331勝275敗43休  勝率.546
- 十両成績：31勝29敗15休  勝率.517
- 現役在位：88場所
- 十両在位：5場所
- 各段優勝
  - 序二段優勝：2回（1976年3月場所、同年9月場所）

### 場所別成績
| | 一月場所 初場所（東京） | 三月場所 春場所（大阪） | 五月場所 夏場所（東京） | 七月場所 名古屋場所（愛知） | 九月場所 秋場所（東京） | 十一月場所 九州場所（福岡） |
| --- | ----------------------- | ----------------------- | ----------------------- | --------------------------- | ----------------------- | --------------------------- |
| 1975年 （昭和50年） | x                       | （前相撲）              | 西序ノ口3枚目 5–2       | 東序二段62枚目 3–4          | 西序二段76枚目 3–4      | 西序二段90枚目 4–3          |
| 1976年 （昭和51年） | 西序二段65枚目 3–4      | 西序二段79枚目 優勝 7–0 | 西三段目75枚目 1–6      | 西序二段15枚目 1–6          | 東序二段53枚目 優勝 7–0 | 東三段目53枚目 2–5          |
| 1977年 （昭和52年） | 東三段目76枚目 5–2      | 西三段目39枚目 2–5      | 西三段目64枚目 5–2      | 西三段目24枚目 3–3–1        | 東三段目41枚目 5–2      | 西三段目7枚目 4–3           |
| 1978年 （昭和53年） | 東幕下58枚目 3–4        | 東三段目6枚目 4–3       | 東幕下56枚目 4–3        | 東幕下44枚目 2–5            | 西三段目9枚目 4–3       | 西幕下59枚目 4–3            |
| 1979年 （昭和54年） | 東幕下49枚目 2–5        | 東三段目9枚目 4–3       | 西幕下56枚目 休場 0–0–7 | 西三段目31枚目 6–1          | 西幕下48枚目 4–3        | 西幕下38枚目 2–5            |
| 1980年 （昭和55年） | 西三段目3枚目 5–2       | 西幕下42枚目 1–6        | 西三段目14枚目 4–3      | 西三段目4枚目 2–5           | 東三段目27枚目 6–1      | 西幕下47枚目 4–3            |
| 1981年 （昭和56年） | 東幕下37枚目 5–2        | 東幕下23枚目 4–2–1      | 東幕下13枚目 3–4        | 西幕下20枚目 3–4            | 東幕下27枚目 2–5        | 西幕下44枚目 3–4            |
| 1982年 （昭和57年） | 西幕下57枚目 6–1        | 西幕下26枚目 5–2        | 西幕下14枚目 4–3        | 西幕下10枚目 1–6            | 西幕下34枚目 4–3        | 東幕下26枚目 4–3            |
| 1983年 （昭和58年） | 西幕下18枚目 4–3        | 東幕下15枚目 4–3        | 西幕下9枚目 5–2         | 西幕下筆頭 2–5              | 西幕下15枚目 5–2        | 西幕下6枚目 3–4             |
| 1984年 （昭和59年） | 東幕下14枚目 2–5        | 西幕下32枚目 5–2        | 東幕下15枚目 5–2        | 西幕下4枚目 4–3             | 西幕下3枚目 0–2–5       | 西幕下33枚目 休場 0–0–7     |
| 1985年 （昭和60年） | 西幕下33枚目 6–1        | 東幕下14枚目 6–1        | 東幕下3枚目 3–4         | 西幕下8枚目 3–4             | 東幕下15枚目 6–1        | 東幕下6枚目 5–2             |
| 1986年 （昭和61年） | 東幕下筆頭 4–3          | 東十両13枚目 9–6        | 西十両10枚目 8–7        | 西十両7枚目 8–7             | 東十両4枚目 6–9         | 西十両8枚目 休場 0–0–15     |
| 1987年 （昭和62年） | 東幕下7枚目 休場 0–0–7  | 東幕下48枚目 6–1        | 西幕下23枚目 4–3        | 東幕下16枚目 5–2            | 西幕下9枚目 3–4         | 東幕下15枚目 4–3            |
| 1988年 （昭和63年） | 西幕下10枚目 2–5        | 西幕下26枚目 6–1        | 西幕下11枚目 4–3        | 西幕下8枚目 4–3             | 西幕下4枚目 3–4         | 西幕下7枚目 3–4             |
| 1989年 （平成元年） | 西幕下13枚目 6–1        | 西幕下3枚目 2–5         | 西幕下13枚目 3–4        | 東幕下20枚目 4–3            | 東幕下13枚目 引退 4–3–0 | x                           |
| 各欄の数字は、「勝ち-負け-休場」を示す。 優勝 引退 休場 十両 幕下 三賞：敢=敢闘賞、殊=殊勲賞、技=技能賞 その他：★=金星 番付階級：幕内 - 十両 - 幕下 - 三段目 - 序二段 - 序ノ口 幕内序列：横綱 - 大関 - 関脇 - 小結 - 前頭（「#数字」は各位内の序列） |                         |                         |                         |                             |                         |                             |

## 改名歴
- 高橋山 道雄（たかはしやま みちお、1975年3月場所 - 1978年11月場所）
- 大響 道雄（だいきょう みちお、1979年1月場所 - 1979年5月場所）
- 高橋山 道雄（たかはしやま みちお、1979年7月場所 - 1980年5月場所）
- 花車 道雄（はなぐるま みちお、1980年7月場所 - 1984年9月場所）
- 花錦 道雄（はなにしき みちお、1984年11月場所）
- 花扇 道雄（はなおうぎ みちお、1985年1月場所 - 1986年1月場所）
- 若ノ海 正照（わかのうみ まさてる、1986年3月場所 - 1988年9月場所）
- 若乃海 正照（わかのうみ まさてる、1988年11月場所 - 1989年9月場所）